# София Мария фон Хесен-Дармщат
София Мария фон Хесен-Дармщат (на немски: Sophie Marie von Hessen-Darmstadt; * 7 май 1661, Дармщат; † 22 август 1712, Гота) е принцеса от Хесен-Дармщат и чрез женитба единствената херцогиня на Саксония-Айзенберг (1681 – 1707).

## Живот
Дъщеря е на ландграф Лудвиг VI фон Хесен-Дармщат (1630 – 1678) и първата му съпруга Мария Елизабет фон Шлезвиг-Холщайн-Готорп (1634 – 1665).
София Мария се омъжва на 9 февруари 1681 г. в Дармщат за херцог Кристиан фон Саксония-Айзенберг (1653 – 1707) от Ернестинската линия на род Ветини, единственият херцог на Саксония-Айзенберг (1680 – 1707). Тя е втората му съпруга. Бракът е бездетен.
Херцогинята е работлива домакиня, която обича да преде. Облечена като обикновена жена тя се грижи за снабдяването с вълна и прежда на тамошните производители.